# Osorkon I
Osorkon I – faraon, władca starożytnego Egiptu z XXII dynastii libijskiej, prawdopodobnie panował w latach 925/24–889 p.n.e. lub 922–887 p.n.e. 
Był synem Szeszonka I i Karomy I. Jego główną małżonką była Maatkare – córka Psusennesa II  ostatniego władcy XXI dynastii libijskiej. W polityce wewnętrznej był wiernym kontynuatorem sprawdzonych przez swego ojca wzorców sprawowania władzy, szczodrze obdarowując kapłanów najważniejszych bóstw w: Memfis, Karnaku, Heliopolis, Hermupolis i Bubastis, skąd wywodził się jego ród i gdzie rozkazał wznieść świątynie Atuma i Bastet, patronki miasta. Okres jego panowania to czasy co najmniej stabilizacji i kontynuacji zdobyczy poprzednika oraz czasy wielu przedsięwzięć budowlanych – głównie w Dolnym Egipcie – (Bubastis, Koptos, również Abydos). W swych dążeniach utwierdził także znaczenie Herakleopolis oraz rozkazał wznieść obóz wojskowy, strzegący strategicznej drogi do Fajum.
W Karnaku, na miejsce swego brata Juputa, Wielkim Kapłanem Amona mianował swego syna Szeszonka, późniejszego Szeszonka II, którego (według Grimala) około 890 roku p.n.e. uczynił swym koregentem. Byłoby to zgodne z polityką dynastyczną, zapoczątkowaną przez Szeszonka I, potwierdzającą ciągłość dynastii: XXI i XXII – (Szeszonk II był wnukiem Psusennesa II, ze strony matki – Maatkare) oraz zażegnanie niebezpieczeństwa powstania konkurencyjnej władzy Kapłanów Amona z Karnaku. Groźba rozdziału władzy na świecką i duchowną została zażegnana na dość krótki okres – (po śmierci Szeszonka II, następcą na tronie pontyfikalnym w Tebach został jego syn Harsiese I, a nie syn panującego wówczas w Tanis, Osorkona II). Wnuczka Osorkona I, Karamama, pełniła funkcję Wielkiej Małżonki Amona – funkcję, która później będzie dawała w Egipcie, nieomal nieograniczona władzę.
Po śmierci Osorkona, władzę przejmowali kolejno dwaj jego synowie – najpierw młodszy – Takelot I, a później starszy – Szeszonk II. Według N. Grimala, Szeszonk II był jedynie współwładcą swego ojca Osorkona I i zmarł w wieku około 50 lat na kilka miesięcy przed jego śmiercią. Pochowany został w Tanis. Potwierdza to również chronologia K. Kitchen'a, na co może wskazywać brak jakichkolwiek przedmiotów (Uszebti, ceramika) z imieniem Osorkona I w nietkniętym, przebogatym grobowcu Szeszonka II w Tanis.

## Tytulatura
| M23 · X1 | L2 · X1 |

| M23 · X1 | L2 · X1 |

| ra | sxm | xpr | stp · n · ra |

| ra | sxm | xpr | stp · n · ra |

| ra | sxm | xpr | stp · n · ra |

| ra | sxm | xpr | stp · n · ra |

| M23 · X1 | L2 · X1 |

| M23 · X1 | L2 · X1 |

| ra | sxm | xpr | stp · n · ra |

| ra | sxm | xpr | stp · n · ra |

| ra | sxm | xpr | stp · n · ra |

| ra | sxm | xpr | stp · n · ra |

| G39 | N5 |

| G39 | N5 |

| i | mn · n · N36 | wA | Aa18 | r · k · n |

| i | mn · n · N36 | wA | Aa18 | r · k · n |

| i | mn · n · N36 | wA | Aa18 | r · k · n |

| i | mn · n · N36 | wA | Aa18 | r · k · n |

| G39 | N5 |

| G39 | N5 |

| i | mn · n · N36 | wA | Aa18 | r · k · n |

| i | mn · n · N36 | wA | Aa18 | r · k · n |

| i | mn · n · N36 | wA | Aa18 | r · k · n |

| i | mn · n · N36 | wA | Aa18 | r · k · n |